# Nombre premier de Wagstaff
En mathématiques, un nombre premier de Wagstaff est un nombre premier de la forme
L'entier naturel q est alors nécessairement un nombre premier.
Les nombres premiers de Wagstaff ont été nommés en l'honneur du mathématicien Samuel Wagstaff. Ils sont reliés à la nouvelle conjecture de Mersenne.

## Liste
Les premiers exposants q produisant des nombres premiers ou des nombres probablement premiers (NPP) de Wagstaff p sont :
3, 5, 7, 11, 13, 17, 19, 23, 31, 43, 61, 79, 101, 127, 167, 191, 199, 313, 347, etc. (suite A000978 de l'OEIS)
et les valeurs de p correspondantes sont :
3, 11, 43, 683, 2 731, 43 691, 174 763, 2 796 203, etc. (suite A000979 de l'OEIS).

## Records
Le plus grand nombre premier de Wagstaff connu en avril 2015 est {\displaystyle {\frac {2^{83339}+1}{3}}}.
Le plus grand NPP de Wagstaff connu en février 2010 était {\displaystyle {\frac {2^{4031399}+1}{3}}}. Ce nombre de 1 213 572 chiffres décimaux a été découvert par Tony Reix au moyen de l'outil LLR (Lucas-Lehmer-Riesel) réalisé par Jean Penné à partir de la librairie gwnum issue du projet GIMPS, et implémentant le test Vrba-Reix qui utilise les propriétés d'un cycle du graphe orienté sous x2 − 2 modulo un nombre de Wagstaff. C'était le troisième plus grand NPP jamais trouvé à cette date.
En septembre 2013, Ryan Propper annonça la découverte de deux nouveaux NPP de Wagstaff :
{\displaystyle {\frac {2^{13347311}+1}{3}}}
et
{\displaystyle {\frac {2^{13372531}+1}{3}}}.